# Тунел Чемерно
Тунел Чемерно је тунел који се налази на истоименом планинском превоју на дионици магистралног пута који спаја Гацко и Фочу. Укупна дужина тунела износи 2.109 метара. Тунел је значајан по томе што за четири километра скраћује пут преко планинског превоја Чемерно, као и по томе што представља најближу саобраћајну везу Републике Србије са приморјем Републике Црне Горе. Пробој тунела је почео 15. априла 2009, а завршен је 30. октобра 2011. На истој путној дионици се налази и тунел Сурдуп, чија укупна дужина износи 196 метара.

## Историја
Изградња тунела је започета 14. септембра 2008, и представља једну од највећих инфраструктурних инвестиција Владе Републике Српске у овом периоду. Пробој тунела је почео 15. априла 2009, а завршен је 30. октобра 2011. Влада Републике Српске је за укупне радове на изградњи дионице пута од 9 километара издвојила око 37.000.000 евра. Изградња тунела је у надлежности јавног предузећа Путеви Републике Српске, а извођач радова је „Интеграл инжењеринг“ из Лакташа.